# Renato D’Aiello

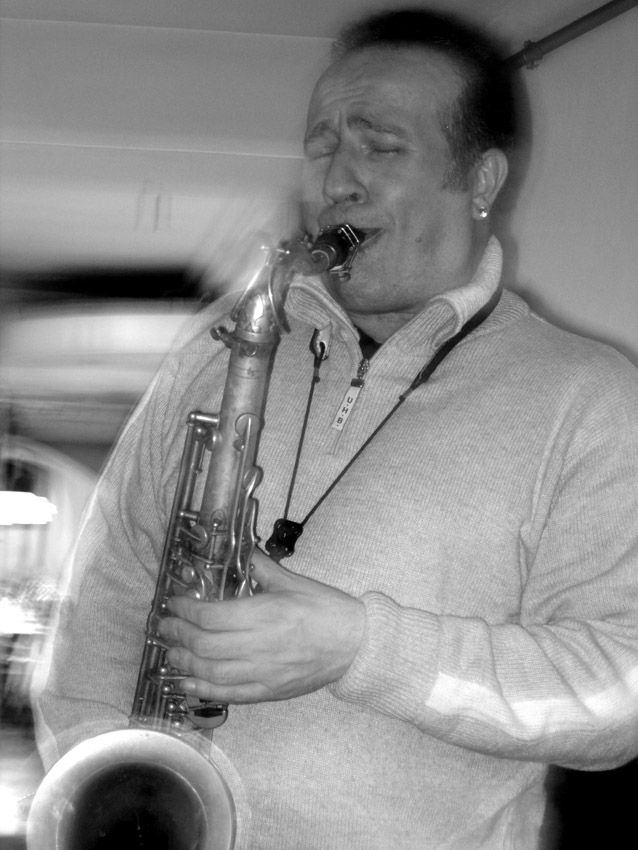
Renato D’Aiello (2006)

Renato D’Aiello (* 21. März 1959 in Neapel) ist ein italienischer Jazz-Saxophonist (Alt- und Tenorsaxophon).
Renato D’Aiello studierte ab 1979 Saxophon, u. a bei Antonio Andolfi, Sal Nistico und Steve Grossman. Seine Karriere begann 1986 in der Band von Giovanni Tommaso; er studierte dann am Berklee College of Music in Boston. 1991 ging er mit Tony Scott auf Tournee und spielte in Japan mit Yoshida Masahiro; 1996/97 ging er mit Art Farmer und Rachel Gould auf Europatournee. Seit 1999 lebt und arbeitet er in London. Seit 2007 unterrichtet er Saxophon am Goldsmiths College der University of London.

## Diskographische Hinweise
- Like Someone in Love (2000)
- Introducing (Spotlite, 2001) mit Nicola Muresu, Sebastian de Krom, Phil Lee, Gary Husband und Mark Bassey
- Sintetico (33 Records, 2007) mit Nicola Muresu, Keith Copeland, und Andrea Pozza